# Colombo S.63
Il Colombo S.63 era un motore aeronautico 6 cilindri in linea raffreddato ad aria, sviluppato dall'azienda italiana Colombo e prodotto, oltre che dalla stessa, anche dall'Alfa Romeo Milano negli anni trenta.
Destinato a velivoli leggeri venne utilizzato da alcuni modelli italiani dell'epoca.

## Velivoli utilizzatori
Italia
- Breda Ba.15
- Breda Ba.33
- Breda Ba.39
- Breda Ba.44 (solo sul prototipo)
- Caproni Ca.100
- Savoia-Marchetti S.80